# Ubaiy ibn Kaʿb
Ubaiy ibn Kaʿb (arabisch أبي بن كعب) war ein Sekretär des Propheten Mohammed in Medina, der eine eigene Sammlung des Korans erstellte, die sich von der späteren offiziellen Koranausgabe des Kalifen Uthman ibn Affan unterschied. Er ist irgendwann zwischen 640 und 656 gestorben.
Ubaiy gehörte den Banū Naddschār an, einem Clan des Stammes Chazradsch, und kämpfte bei den Schlachten von Badr und Uhud mit. Aufgrund seiner Schreibkenntnisse nahm ihn Mohammed als seinen Sekretär an, wobei Ubaiy nicht nur für seine Korrespondenz, sondern auch für die Niederschrift der Offenbarung zuständig war.
Die von Ubaiy erstellte Koransammlung wurde später vor allem in Damaskus verwendet, während man in Kufa auf die Sammlung von ʿAbdallāh ibn Masʿūd, in Basra auf diejenige von Abū Mūsā al-Aschʿarī und in Homs auf diejenige von Miqdād ibn Aswad zurückgriff. Ubaiy selbst rechtfertigte die Zulässigkeit all dieser verschiedenen Versionen des Korantextes damit, dass ihn, als er einmal zu Lebzeiten des Propheten seine Sorge über die Unterschiedlichkeit der im Umlauf befindlichen Versionen des Korantexts ausdrückte, der Prophet damit beruhigt habe, dass der Koran in sieben Varianten (ʿalā sabʿati aḥruf) offenbart worden sei. Als Uthmān eine offizielle Koranausgabe erstellen ließ und diese in die wichtigsten Städte des islamischen Reiches schickte (Damaskus, Kufa, Basra), gab er den Auftrag, alle anderen Sammlungen des Korans zu vernichten. Das betraf auch die Sammlung des Ubaiy.
Im Gegensatz zu der Sammlung des ʿAbd Allāh ibn Masʿūd, die trotz Verbots weiter überliefert wurde, sind von der Sammlung des Ubaiy keine späteren Abschriften mehr gemacht worden. Dennoch hat sich einiges Wissen über diese Sammlung erhalten. Demnach enthielt sie zwei zusätzliche kurze Suren, nämlich die „Sure der Preisgabe“ (Sūrat al-Chalʿ) und die „Sure des Hinstrebens“ (Sūrat al-Hafd). Zusammengenommen waren sie auch unter dem Namen „Die beiden Qunūt-Suren“ (Sūratā l-qunūt) bzw. „Morgengebet“ (Duʿāʾ al-Fadschr) bekannt. Hieraus ergibt sich, dass es sich um Texte für das Bittgebet gehandelt haben muss. Nach einer Tradition hatte auch Abū Mūsā al-Aschʿarī die beiden Suren in seiner Sammlung. Der Wortlaut der beiden Suren ist erst bei Autoren des 16. Jahrhunderts überliefert, aber dort zum Teil mit Isnaden auf Autoritäten des ersten Jahrhunderts der Hidschra zurückgeführt.
Die überlieferte Surenfolge in Ubaiys Sammlung zeigt zudem einige Unterschiede gegenüber der kanonischen Version, hält sich jedoch im Allgemeinen an das Prinzip des Fortschreitens von den längeren Suren zu den kürzeren. Darüber hinaus existieren Traditionen über einzelne Verse, die in Ubaiys Sammlung gestanden haben sollen. Einer davon wird als Ergänzung zu Sure 98 beschrieben und lautet in der Übersetzung von Nöldeke: „Wahrlich, die Religion bei Gott ist das milde Hanifentum, nicht das Judentum, noch das Christentum; und wer Gutes tut, wird dafür nicht unbelohnt bleiben.“ Nach einer anderen Überlieferung enthielt Ubaiys Sammlung auch den Steinigungsvers.
Darüber hinaus werden in der arabischen Literatur über die Lesarten des Korans verschiedene Textvarianten auf Ubayy zurückgeführt, die sich zum Teil an der von ihm erstellten Sammlung orientierten. Nach der Kanonisierung der koranischen Lesarten durch Ibn al-Mudschāhid (gest. 936) wurde die Verwendung dieser nicht-uthmānischen Lesarten verboten, Gelehrte, die sie weiter dort verwendeten, wurden vor Gericht gestellt. Erlaubt blieb allerdings die Verwendung derartiger Lesevarianten in der Normenlehre. So haben die Hanafiten viele ihrer Rechtsentscheidungen auf Koranlesungen von Ubaiy gestützt.